# 维吉尔墓

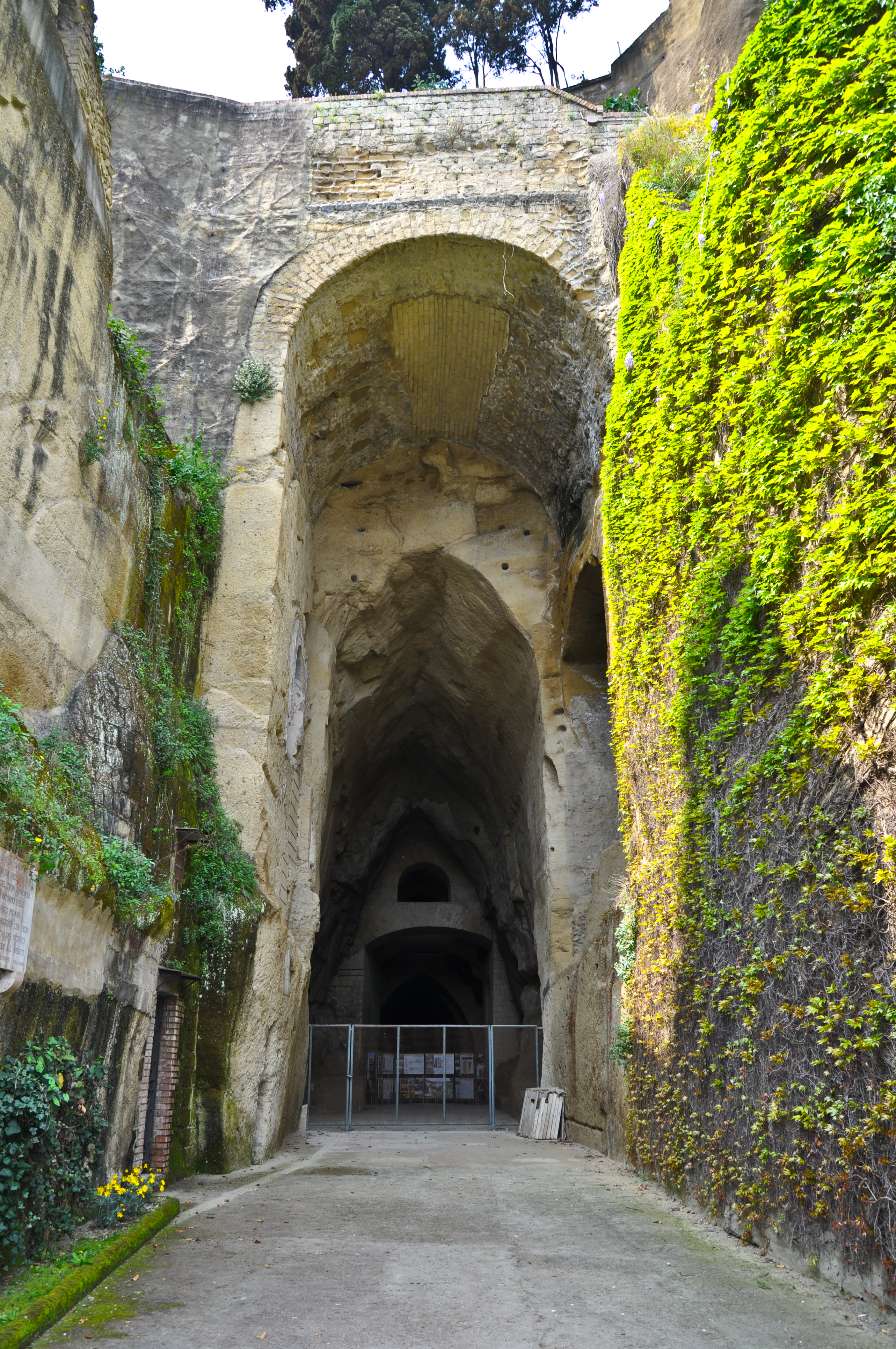
隧道入口

维吉尔墓（意大利语：Tomba di Virgilio）是那不勒斯的一个古罗马墓葬，据说是诗人维吉尔的墓葬。位于古罗马隧道“老洞穴”（grotta vecchia）入口处。

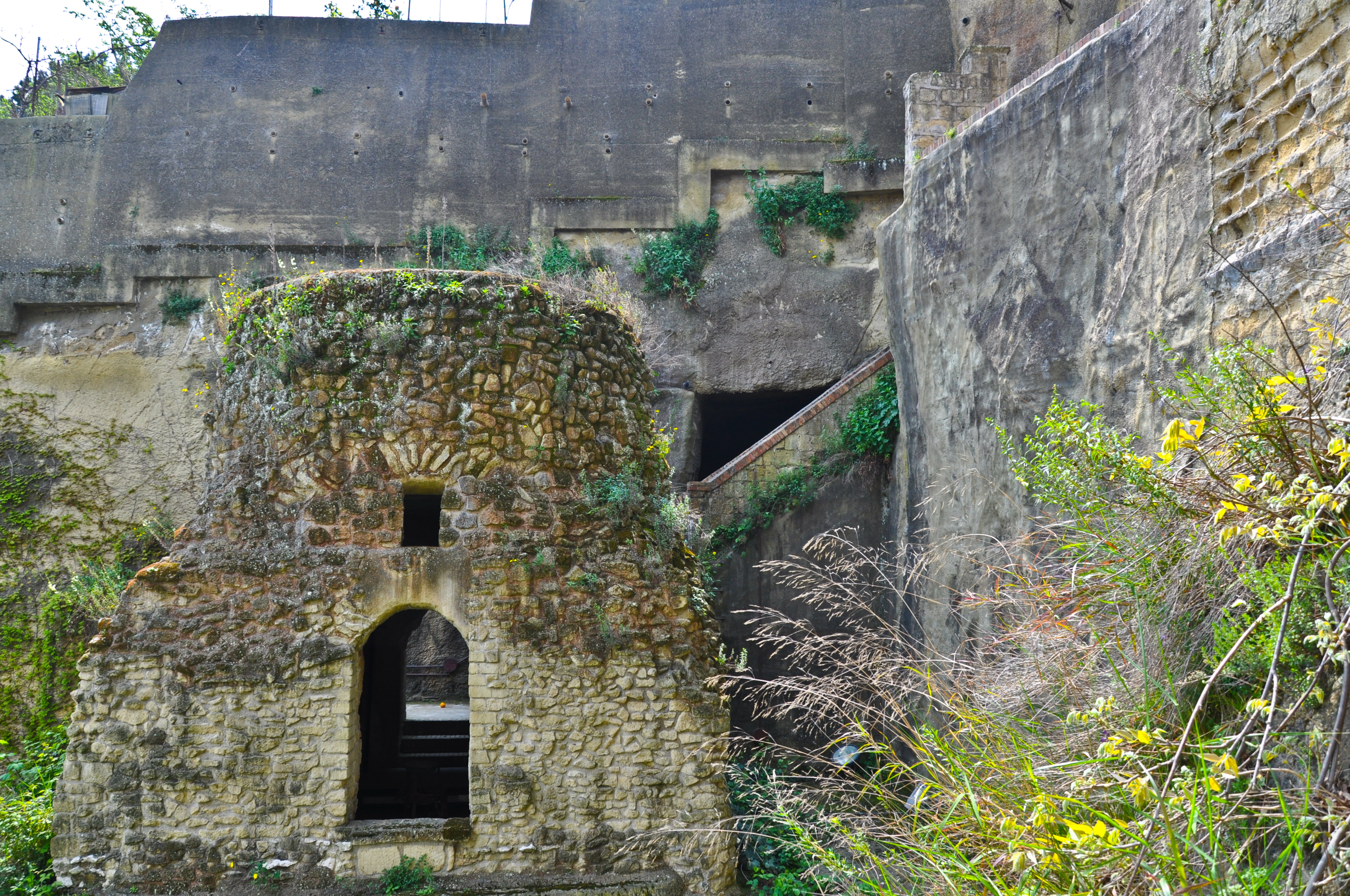
维吉尔墓